# Kugeltopf

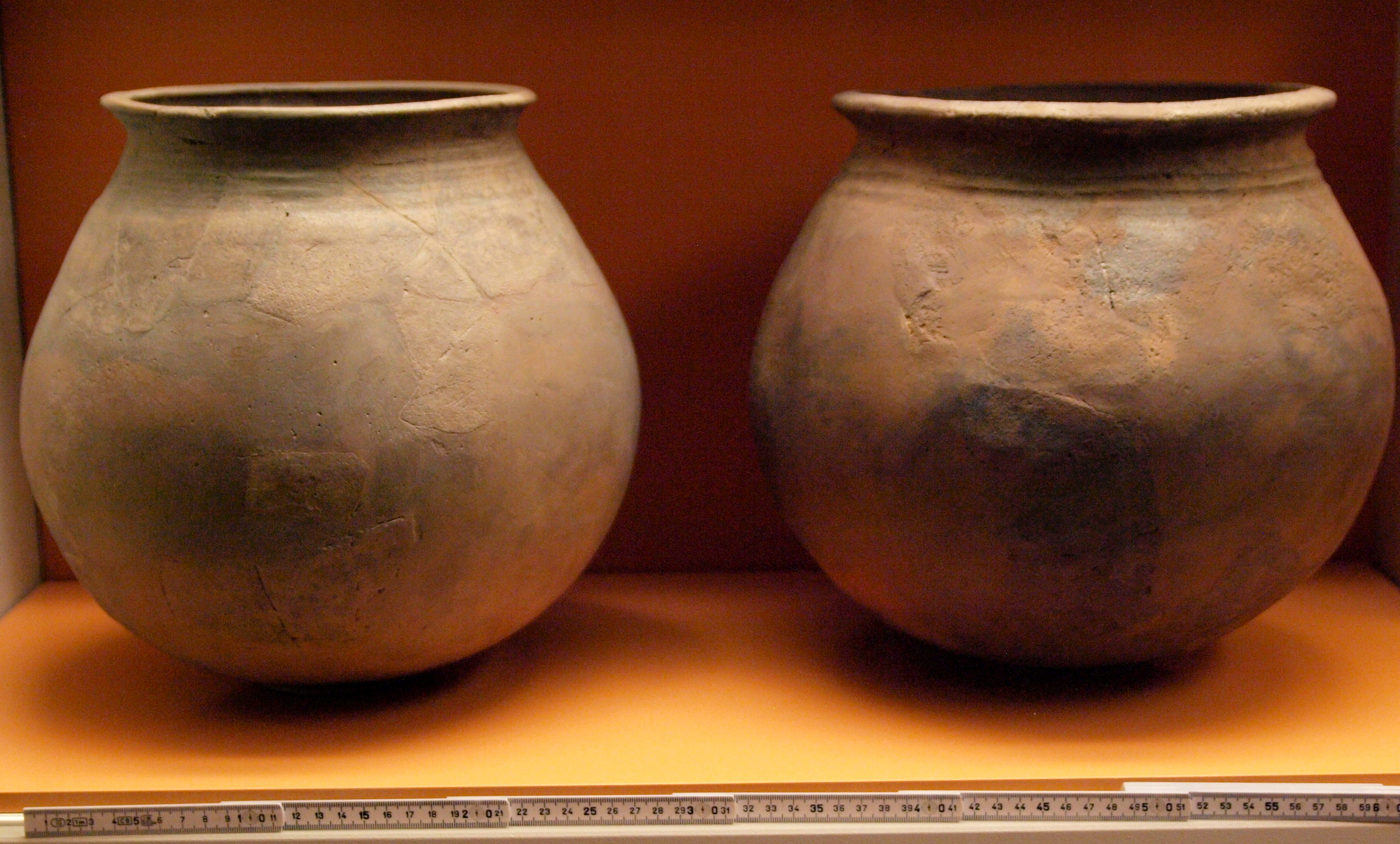
Zwei mittelalterliche Kugeltöpfe aus Schleswig

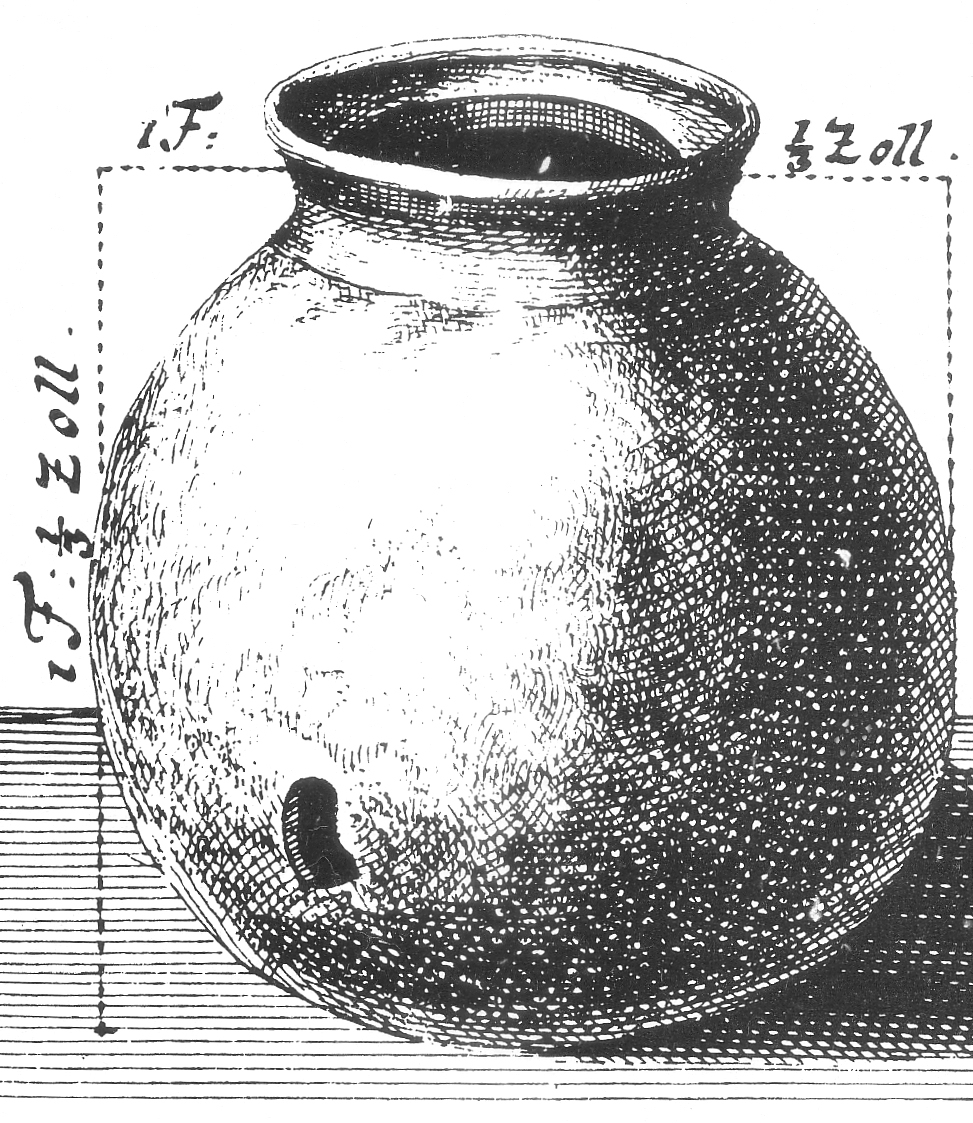
Kugeltopf von der Burg Limmer

Als Kugeltopf (gelegentlich auch Bombentopf) wird eine im Mittelalter verbreitete Keramikform bezeichnet. Die wegen ihrer kugeligen Form benannten Gefäße wurden zur Zubereitung von Mahlzeiten verwendet und direkt ins Feuer gestellt. Kugeltöpfe bilden im norddeutschen Raum (Bundesländer Niedersachsen und Schleswig-Holstein) vom Beginn des 10. Jahrhunderts bis zur Mitte des 13. Jahrhunderts die häufigste Keramik überhaupt. 
In den Gebieten östlich der Elbe verdrängt der Kugeltopf allerdings erst im Zuge der Ostkolonisation des 13. Jahrhunderts die dortigen slawischen Tontöpfe mit Standboden.

## Funde
Im Sommer 2007 wurden bei Bauarbeiten in Nordhausen in einer ausgegrabenen mittelalterlichen Kloake einige komplett erhaltene Kugeltöpfe gefunden, die vermutlich aus dem 13. Jahrhundert stammen. Aus dem Rheinland sind zahlreiche Kugeltöpfe bekannt, zu den dortigen Produktionsstätten gehören die Töpfereien von Siegburg mit Siegburger Steinzeug. Kugeltopfkeramik aus dem 9. und 10. Jahrhundert wurde in einer sächsischen Siedlung bei Gönnebek (Schleswig-Holstein) gefunden.